# Огого, Энтони
Энтони Осезуа Оджо Ого́го (англ. Anthony Osezua Ojo Ogogo; 24 ноября 1988, Лоустофт, Суффолк, Англия) — британский рестлер и бывший боксёр-профессионал. В настоящее время выступает в All Elite Wrestling (AEW).
Бронзовый призёр Олимпиады 2012 года по боксу в весовой категории до 75 кг. Чемпион мира среди кадетов (2005) в весовой категории до 70 кг.

## Биография
Отец Энтони нигерийского происхождения, а мать — англичанка.

## Карьера в любительском боксе
В детстве серьезно занимался футболом и был в составе юношеской команды футбольного клуба «Норвич Сити», однако позже начал заниматься боксом.
Первым крупным международным успехом для Огого стало серебро на Играх Содружества в Дели в 2010 году в категории до 75 кг.
На Олимпиаде в Лондоне дошёл до полуфинала в весовой категории до 75 кг, выиграв по ходу турнира у боксёра из Доминиканской Республики Хуниора Кастильо, спорно победил украинца Евгения Хитрова, а также победил немца Штефана Хэртеля. Однако в полуфинале проиграл бразильцу Эскиве Фалькао со счетом 9:16.

## Карьера в профессиональном боксе
В 2013 году объявил о переходе в профессиональный бокс. Подписал контракт с американской промоутерской компанией, Golden Boy Promotions. Первый бой в этом статусе состоялся 27 апреля 2013 года.
В марте 2017 года Огого столкнулся со слепотой из-за перелома глазницы. Несколько офтальмологов рекомендовали ему закончить карьеру. Огого перенес две операции на левом глазу. 11 марта 2019 года, не проводя боев с октября 2016 года, Огого ушел из бокса в возрасте 30 лет.

## Карьера в рестлинге

### All Elite Wrestling (2019—н.в.)
26 октября 2019 года было объявлено, что Огого подписал контракт с All Elite Wrestling (AEW). Огого стал первым рестлером AEW, который прошел тренировочную школу промоушена, тренеры — Дастин Роудс и QT Маршалл. 27 октября 2020 года Огого начал выступать в качестве комментатора на шоу AEW Dark.
31 марта 2021 года Огого дебютировал на AEW Dynamite, напав на Коди Роудса.

## Список профессиональных поединков
В таблице перечислены результаты всех поединков боксёров.
В каждой строке указан результат поединка. Дополнительно номер поединка обозначен цветом, который обозначает итог поединка. Расшифровка обозначений и цветов представлена в нижеследующей таблице.
| Пример | Расшифровка                     |
| ------ | ------------------------------- |
|        | Победа                          |
|        | Ничья                           |
|        | Поражение                       |
|        | Планируемый поединок            |
|        | Поединок признан несостоявшимся |
| КО     | Нокаут                          |
| ТКО    | Технический нокаут              |
| PTS    | Решение судей (по очкам)        |
| UD     | Единогласное решение судей      |
| MD     | Решение большинства судей       |
| SD     | Раздельное решение судей        |
| RTD    | Отказ от продолжения боя        |
| DQ     | Дисквалификация                 |
| NC     | Поединок признан несостоявшимся |

| Результат | Оппонент        | Показатель оппонента | Тип | Раунд, Время | Дата            | Место              | Дополнительно                                            |
| --------- | --------------- | -------------------- | --- | ------------ | --------------- | ------------------ | -------------------------------------------------------- |
| 11-1      | Крейг Каннингем | 16-1                 | TKO | 8 (10), 1:27 | 22 октября 2016 | Бирмингем, Англия  | Бой за вакантный титул WBC International в среднем весе. |
| 11-0      | Бронислав Кубин | 19-20-2              | TKO | 2 (8), 2:38  | 16 июля 2016    | Берлин, Германия   |                                                          |
| 10-0      | Фране Раднич    | 11-2                 | RTD | 1 (6), 3:00  | 25 июня 2016    | Лондон, Англия     |                                                          |
| 9-0       | Гэри Купер      | 4-19-1               | TKO | 3 (6), 1:26  | 28 мая 2016     | Глазго, Шотландия  |                                                          |
| 8-0       | Руслан Щелев    | 11-3                 | UD  | 6            | 18 июля 2015    | Халле, Германия    | 59-55, 58-56, 58-56.                                     |
| 7-0       | Уэйн Рид        | 10-8                 | TKO | 5 (6), 1:06  | 12 июля 2014    | Ливерпуль, Англия  |                                                          |
| 6-0       | Хонель Тапия    | 8-4-1                | TKO | 3 (8), 0:46  | 3 мая 2014      | Лас-Вегас, США     |                                                          |
| 5-0       | Грег О’Нил      | 3-1-0                | PTS | 6            | 1 марта 2014    | Глазго, Шотландия  | 60-54.                                                   |
| 4-0       | Дэн Блэквелл    | 5-26-0               | PTS | 6            | 14 декабря 2013 | Лондон, Англия     | 60-53.                                                   |
| 3-0       | Тэри Боулден    | 7-9-2                | TKO | 5 (6), 0:33  | 13 июля 2013    | Халл, Англия       |                                                          |
| 2-0       | Эдгар Перес     | 5-4                  | UD  | 6            | 18 мая 2013     | Атлантик-Сити, США | 60-54, 60-53, 60-54.                                     |
| 1-0       | Кирон Грей      | 5-13-1               | TKO | 2 (6), 2:00  | 27 апреля 2013  | Шеффилд, Англия    | Дебют на профессиональном ринге в среднем весе.          |

|}